# 马兆奎
马兆奎（1910年5月27日—），号吉甫，河北博野人。
1933年毕业于中央政治大学。其后，历任宁夏省教育厅科长、福建省闽海税务局局长、福建省财政厅秘书、财政部福建省田赋管理处秘书主任、福建永安县县长、福建龙岩县县长、福建《中央日报》总编、代理社长等职。抗日战争后，又任国民党中央财务委员会专门委员、中央恒大企业公司协理。
赴台后，历任台湾省政府主任秘书、代秘书长、台湾银行顾问等职。1954年，递补为第一届国民大会代表。其后，又先后担任财政部主任秘书、财政部常务次长、财政部政务次长、台湾交通银行董事长、台湾银行董事长。
他还曾当选国民党十一、十二、十三、十四、十五届中央评议委员。